# ريغي هيرنغ
ريغي هيرنغ (بالإنجليزية: Reggie Herring)‏ هو مدرب رياضي أمريكي، ولد في 3 يوليو 1959 في ميرتل بيتش في الولايات المتحدة.